# Famy
Famy é um município de  quinta classe de renda municipal (d) na província Laguna, nas Filipinas. De acordo com o censo de 1 de maio  de  2020 possui uma população de 16 791 pessoas e 4 189 domicílios.